# Raión de Ostroh
Ostroh (en ucraniano: Острозький район) fue un raión o distrito de Ucrania en el óblast de Rivne. En la reforma territorial de 2020, su territorio fue incluido en el raión de Rivne.
Comprendía una superficie de 693 km².
La capital era la ciudad de Ostroh, que no formaba parte del raión y estaba constituida como ciudad de importancia regional.

## Demografía
Según estimación 2010 contaba con una población total de 31265 habitantes.

## Otros datos
El código KOATUU es 5624200000. El código postal 35809 y el prefijo telefónico +380 3654.